# Choerodon oligacanthus
 Choerodon oligacanthus és una espècie de peix de la família dels làbrids i de l'ordre dels perciformes.
Els adults poden assolir els 28,2 cm de longitud total. Es troba a Singapur, Borneo, Cèlebes, les Filipines i Nova Caledònia.